# Дампјер сир Бутон
Дампјер сир Бутон (фр. Dampierre-sur-Boutonne) насеље је и општина у западној Француској у региону Поату-Шарант, у департману Приморски Шарант која припада префектури Сен Жан д'Анжели.
По подацима из 2011. године у општини је живело 279 становника, а густина насељености је износила 19,87 становника/km². Општина се простире на површини од 14,04 km². Налази се на средњој надморској висини од 40 метара (максималној 83 m, а минималној 31 m).

## Демографија
| 1962. | 1968. | 1975. | 1982. | 1990. | 1999. | 2011. |
| ----- | ----- | ----- | ----- | ----- | ----- | ----- |
| 428   | 416   | 385   | 348   | 335   | 397   | 279   |

График промене броја становника у току последњих година